# ناسی لمک
ناسی لمک (مالایی: Nasi lemak) غذای برنج نارگیل که در شیرنارگیل و داخل برگ پاندان پخته می‌شود. این غذا معمولاً در مالزی پیدا می‌شود و غذای ملی این کشور است.

## تنوع

### نوع سنتی مالزیایی

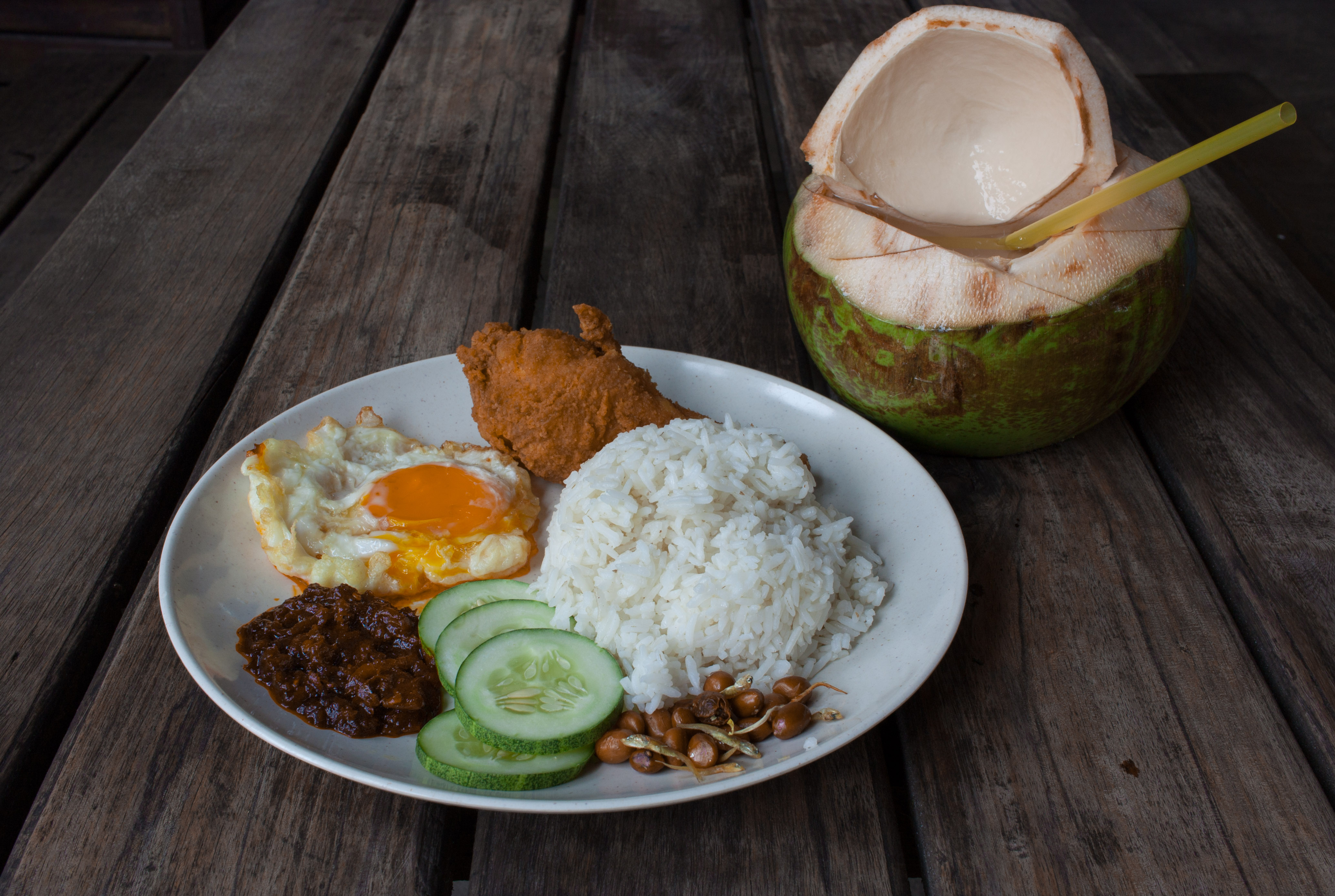
نوع سنتی مالزیایی همراه با تخم‌مرغ نیمرو و مرغ سرخ‌شده

در سنتی‌ترین روش این غذا همراه با سس سمبل، ماهی خشک، بادام زمینی و تخم‌مرغ آب پز سرو می‌شود. اما دکه‌های فروش غذا معمولاً آن را همراه با تخم‌مرغ نیمرو و انواع سس سمبل مثل سس ماهی و سس اسکویید به‌علاوه گوشت یا مرغ رندانگ یا حتی مرغ سرخ‌شده سرو می‌کنند. 
قسمت ویژه این غذا برنج آن است که با شیرنارگیل تازه پخته می‌شود.

### نوع هندی مالزیایی
نوع هندی مالزیایی شبیه نوع مالایی است با این تفاوت که چون هندی‌ها هندو هستند از گوشت گاو استفاده نمی‌کنند و همچنین آن را همراه خورش کاری و نیز رندانگ هندی آماده می‌کنند.

### نوع چینی مالزیایی
با وجود اینکه فروش ناسی لمک در رستوران‌های چینی چندان متداول نیست اما نوع غیر حلال آن که با گوشت خوک آماده می‌شود در برخی رستوران‌های شهرهایی مثل ملاکا و کوالالامپور وجود دارد.

### نوع سنگاپوری مالایی
نوع سنگاپوری از سایر انواع شیرین‌تر و کمتر تند است. از آنجا که سس سمبل از اجزای اصلی این غذاست آن را کمتر تند می‌کنند تا طعم نارگیل در برنج تحت شعاع قرار نگیرد. دورچین‌ها تقریباً همانند نوع مالزیایی است فقط تخم‌مرغ پخته کمتر مورد استفاده قرار می‌گیرد.

### نوع سنگاپوری چینی
با وجود نگه داشتن بوی ملایم برگ پاندان، برخی طعم‌های دیگر هم به غذا اضافه می‌شود از قبیل ران مرغ، سوسیس مرغ و برخی گیاهان و انواع گوشت و مرغ چینی. در برخی موارد برنج نیز همچون برگ دور آن سبزرنگ است که این رنگ از طریق افزودن عصاره پاندان به برنج تامین می‌شود.

### نوع تایلندی
در نوع تایلندی این غذا سس تام یام به آن افزوده شده است.

### نوع گیاهخواری
در برخی موارد فروشندگان ماهی خشک را با نوع گیاهی مشابه ماهی خشک جایگزین می‌کنند و این غذا را به صورت کاملاً گیاهی عرضه می‌نمایند.